# Kenji Koyama
Kenji Koyama (小山 健二 Koyama Kenji?), född 5 september 1972 i Hiroshima prefektur, är en japansk före detta fotbollsspelare.
Koyama började sin karriär 1995 i Oita Trinity (Oita Trinita). 2004 flyttade han till Yokohama FC. Han avslutade karriären 2009.